# Liste der Ortsteile im Landkreis Altenkirchen (Westerwald)

Wappen LK Altenkirchen

Die Liste der Orte im Landkreis Altenkirchen (Westerwald) enthält die Städte, Verbandsgemeinden, Ortsgemeinden und Gemeindeteile im Landkreis Altenkirchen (Westerwald) in Rheinland-Pfalz.
Es handelt sich dabei um das amtliche Verzeichnis der Gemeinden und Gemeindeteile und setzt sich zusammen aus dem vom Statistischen Landesamt Rheinland-Pfalz geführten amtlichen Namensverzeichnis der Gemeinden und dem vom Landesamt für Vermessung und Geobasisinformation Rheinland-Pfalz geführten amtlichen Verzeichnis der Gemeindeteile.

## Verbandsgemeinde Altenkirchen-Flammersfeld
Gemeinden und Gemeindeteile in der Verbandsgemeinde Altenkirchen-Flammersfeld:
- Almersbach
- Altenkirchen (Westerwald), Stadt
  - Altenkirchen
  - Bergenhausen
  - Hof Vogelsang
  - Jägerhaus
  - Leuzbach
  - Westerwaldheim
  - Dieperzen
  - Landgut Honneroth
- Bachenberg
- Berod bei Hachenburg
  - Freudenberg
- Berzhausen
  - Strickhausen
  - Uhlenhorst
  - Wiesenhof
- Birnbach
- Bürdenbach
  - Bruchermühle
  - Bürdenbach-Bruch
  - Grube Louise
- Burglahr
  - Heckerfeld
  - Lusthof
- Busenhausen
  - Beul
- Eichelhardt
  - Hof Talblick
- Eichen
  - Gollershoben
- Ersfeld
- Eulenberg
  - Altehütte
- Fiersbach
  - Dickten
  - Kriegershof
- Flammersfeld
  - Ahlbach
  - Hoben
- Fluterschen
  - Forsthaus Fluterschen
- Forstmehren
- Gieleroth
  - Amteroth
  - Herpteroth
- Giershausen
- Güllesheim
- Hasselbach
- Helmenzen
  - Oberölfen
- Helmeroth
  - Eng
  - Flögert
  - Helmerotherhöhe
  - Helmerothermühle
- Hemmelzen
- Heupelzen
  - Beul
- Hilgenroth
- Hirz-Maulsbach
  - Hähnen
  - Harthmühle
  - Hirzbach
  - Maulsbach
  - Niedermaulsbach
- Horhausen (Westerwald)
  - Horhausermühle
  - Huf
  - Luchert
- Idelberg
- Ingelbach
  - Bahnhof Ingelbach
- Isert
  - Kohlhardt
  - Sonnenplatz
- Kescheid
  - Hardt
  - Püscheid
- Kettenhausen
  - Hoffnungsthal
- Kircheib
  - Bleckhausen
  - Eckenbach
  - Grünewald
  - Neuenhof
  - Reisbitzen
  - Tente
- Kraam
  - Heuberg
- Krunkel
  - Epgert
  - Epgert, Haus
- Mammelzen
  - Hüttenhofen
  - Reuffelbach
- Mehren
  - Adorf
  - Seifen
- Michelbach (Westerwald)
  - Heidehof
  - Widderstein
- Neitersen
  - Sonnenhof
- Niedersteinebach
- Obererbach (Westerwald)
  - Hacksen
  - Koberstein
  - Niedererbach
- Oberirsen
  - Marenbach
  - Oberirsen
  - Rimbach
- Oberlahr
  - Am Lahrbach
  - Lammerichskaul
  - Talblick
- Obersteinebach
  - Auf den Hähnen, Jagdhaus
  - Auf der Burg
  - Heiderhof
  - Landgut Marhähnerhof
- Oberwambach
- Ölsen
  - Friedenthal
- Orfgen
  - Berg
  - Hahn
- Peterslahr
- Pleckhausen
  - Pleckhausermühle
- Racksen
  - Nassen
- Reiferscheid
  - Krämgen
- Rettersen
  - Hahn
  - Roßberg
  - Witthecke
- Rott
  - Alte Silberwiese
  - Belkertshof
  - Hof Fernblick
  - Kaffroth
  - Peterslahr, Bahnhof
- Schöneberg
- Schürdt
- Seelbach (Westerwald)
  - Bettgenhausen
- Seifen
  - Bahnhof Seifen
  - Niederähren
- Sörth
- Stürzelbach
  - Breibacherhof
  - Mahlert
  - Trinnhausen
- Volkerzen
- Walterschen
- Werkhausen
  - Acker
  - Leingen
  - Ochsenbruch
  - Überdorf
- Weyerbusch
  - Hilkhausen
  - Irlen
  - Wiesplacken
  - Weyerbusch
- Willroth
- Wölmersen
- Ziegenhain
  - Ziegenhahn

## Verbandsgemeinde Betzdorf-Gebhardshain
Gemeinden und Gemeindeteile in der Verbandsgemeinde Betzdorf-Gebhardshain:
- Alsdorf
  - An der Grube Pius
- Betzdorf, Stadt
  - Betzdorf
  - Bruche
  - Dauersberg
- Dickendorf
  - Rosenheimerlay
- Elben
  - Dauersberger Mühle
  - Weiselstein
- Elkenroth
- Fensdorf
  - Landgut Tannenhof
- Gebhardshain
- Grünebach
  - Grünebacherhütte
  - In der Struth
- Kausen
- Malberg
  - Hommelsberg
  - Steineberg
  - Grube Bindweide
- Molzhain
  - Dickendorfermühle
  - Seifen
- Nauroth
  - Jägerwiese, Elektr.Werk
  - Niederdorf
- Rosenheim
  - Bindweide, ehem. Grube
  - Rosenheimer Lay, Siedlung
- Scheuerfeld
- Steinebach/Sieg
  - Bahnhof Steinebach
  - Biesenstück
  - Bindweide
  - Forsthaus Steinebach
- Steineroth
- Wallmenroth
  - Dasberg
  - Muhlau

## Verbandsgemeinde Daaden-Herdorf
Gemeinden und Gemeindeteile in der Verbandsgemeinde Daaden-Herdorf:
- Daaden
  - Biersdorf
  - Daaden
  - Silberberg
- Derschen
- Emmerzhausen
  - Im Seltersberg
  - Stegskopf
- Friedewald
  - Forsthaus Friedewald
- Herdorf, Stadt
  - Dermbach
  - Herdorf
  - Sassenroth
- Mauden
- Niederdreisbach
- Nisterberg
- Schutzbach
- Weitefeld
  - Oberdreisbach
  - Weitefeld
  - Vor dem See
  - Waldhaus

## Verbandsgemeinde Hamm (Sieg)
Gemeinden und Gemeindeteile in der Verbandsgemeinde Hamm (Sieg):
- Birkenbeul
  - Kratzhahn
  - Pfaffenseifen
  - Weißenbrüchen
- Bitzen
  - Dünebusch
- Breitscheidt
  - Breitscheidt
  - Mühlental
  - Pfannenschoppen
  - Thalhausen
  - Unterschützen
  - Heide
- Bruchertseifen
  - Haderschen
  - Hofacker
  - Langenbach
  - Neuschlade
- Etzbach
  - Heckenhof
  - Herrgottsau
- Forst
  - Dellingen
  - Hof Holpe
  - Kaltau
  - Lechenbach
  - Neuhöfchen
  - Seifen
  - Seifermühle
  - Wäldchen
- Fürthen
  - Kappenstein
  - Mümmelbach
  - Oppertsau
  - Opsen
- Hamm (Sieg)
- Niederirsen
  - Ückertseifen
- Pracht
  - Bitzbruch
  - Hassel
  - Hohegrete
  - Niederhausen
  - Wickhausen
- Roth
  - Hämmerholz
  - Hohensayn
  - Nisterau
  - Nisterbrück
  - Oettershagen
  - Thal
- Seelbach bei Hamm (Sieg)
  - Marienthal

## Verbandsgemeinde Kirchen (Sieg)
Gemeinden und Gemeindeteile in der Verbandsgemeinde Kirchen (Sieg):
- Brachbach
  - Büdenholz
  - Haus Langgrube
  - In den Karpathen
  - Unterbüdenholz
- Friesenhagen
  - Bettorf
  - Bockenbaum
  - Busenbach
  - Busenhagen
  - Dernbach
  - Diedenberg
  - Engelshäuschen
  - Erlenbruch
  - Eueln
  - Gerndorf
  - Gerndorferhöhe
  - Girtseifen
  - Gösingen
  - Gösingerhütte
  - Götzen
  - Grendel
  - Großlangenbach
  - Hammer
  - Hammerhöhe
  - Heiligenborn
  - Helmert
  - Hilchenbach
  - Höfchen
  - Höferhof
  - Hohhäuschen
  - Hollenseifen
  - Hühnerkamp
  - Hundscheid
  - Johannesberg
  - Kappenstein
  - Köppernöll
  - Krottorf
  - Kuchenwald
  - Kücheln
  - Küchelschlade
  - Küchelseifen
  - Landgut Altenhofen
  - Mittelsolbach
  - Möhren
  - Mohrenbach
  - Mühlenhof
  - Mühlenseifen
  - Neuhöhe
  - Niedersolbach
  - Oberhausen
  - Obersolbach
  - Oberweidenbruch
  - Quasthöhe
  - Ritterwäldchen
  - Rübegarten
  - Schlade
  - Schmalenbach
  - Schmalenbachsmühle
  - Schönbach
  - Sommerhof
  - Staade
  - Stausberg
  - Steeg
  - Steegerhütte
  - Truttenseifen
  - Unternädrigen
  - Wasserhof
  - Wassermühle
  - Weidenbruch
  - Weierseifen
  - Westbach
  - Wiesenthal
  - Wildenburg
  - Wippe
  - Wippermühle
  - Wittershagen
  - Wöllenbach
  - Ziegenschlade
  - Bahnhof Wildenburg
- Harbach
  - Forsthaus Farnschlade
  - Hinhausen
  - Kirseifen
  - Locherhof
  - Löcherbach
  - Wegscheide
- Kirchen (Sieg), Stadt
  - Freusburg
  - Backhaus
  - Struth
  - Herkersdorf
  - Katzenbach
  - Eutebach
  - Euteneuen
  - Kirchen
  - Alexander
  - Brühlhof
  - Freusburgermühle
  - Grindel
  - Jungenthal
  - Kircherhütte
  - Niederasdorf
  - Riegel
  - Wehbach
  - Offhausen
  - Wingendorf
  - Äpfelbach
  - Düsternseifen
  - Fallenbach
  - Gomperten
  - Heidenhof
  - Junkernthal, Schloss und Forsthaus
  - Rosenthal
  - Scheuernhof
  - Winnersbach
  - Würden, Hof und Forsthaus
- Mudersbach
  - Birken
  - In den Schinden
  - Niederschelden, Bahnhof
  - Niederschelderhütte
- Niederfischbach
  - Hüttseifen
  - Altenthal
  - Eicherhof
  - Fischbacherhütte
  - Glücksbrunnen, Grubengelände
  - Hahnhof
  - Junkernthal, Rentei
  - Langenbach
  - Tüschebachsmühle
  - Wüstseifen (Grubengelände)
  - Niederfischbach
  - Oberasdorf (ehemals Gemeinde Harbach)
  - Mehlberg, evangelisches Pfarrgut

## Verbandsgemeinde Wissen
Gemeinden und Gemeindeteile in der Verbandsgemeinde Wissen:
- Birken-Honigsessen
  - Bilgenroth
  - Birken
  - Birkenbühl
  - Bruchen
  - Dietershagen
  - Dietrichshof
  - Euelbach
  - Fahren
  - Forsthaus Giebelhardt
  - Forsthaus Oberbirkholz
  - Honigsessen
  - Mühlenschlade
  - Mühlenthal
  - Neuroth
  - Niederbach
  - Niederkölzen
  - Oberbach
  - Oberkölzen
  - Schützenkamp
  - Seifen bei Birken
  - Sonnenhof
  - Steckelbach
  - Uhrigs
  - Unterbirkholz
  - Wolfswinkel
- Mittelhof
  - Blickhausen
  - Hof Auen
  - Hüngesberg
  - Grabig
  - Katzenthal
  - Kleehahn
  - Kohlschlade
  - Mitteldurwittgen
  - Mittelhof
  - Neuröttgen
  - Niederdurwittgen
  - Niederkrombach
  - Oberdurwittgen
  - Oberkrombach
  - Osenbach
  - Quadenhof
  - Roddern
  - Röttgen
  - Steckenstein
  - Teufelsbruch
  - Voßwinkel
  - Blickhauser Wald
- Hövels
  - Buchen, Forsthaus
  - Dasberg
  - Mühlenberg
  - Niedergüdeln
  - Niederhövels
  - Obergüdeln
  - Oberhövels
  - Seifen
  - Siegenthal
  - Staade
  - Vor der Hardt
  - Wingertshardt
  - Mühlenthal
- Katzwinkel (Sieg)
  - Alsenthal
  - Altenweier
  - Arnsbach
  - Bomberg
  - Bornhahn
  - Büsche
  - Ebertseifen
  - Alte Eisenhardt
  - Elkhausen
  - Eueln
  - Fähringen
  - Hassel
  - Hecke
  - Hönningen
  - Kalteich
  - Kampseifen
  - Linden
  - Mauswinkel
  - Neukalteich (ehemals Gemeinde Wallmenroth)
  - Neustockschlade
  - Nimrod
  - Nochen
  - Öttgesborn
  - Pracht
  - Scheuern
  - Schönborn
  - Steeg
  - Völzen
  - Karoline
- Selbach (Sieg)
  - Brunken
  - Kirchseifen
  - Neuhöfchen
- Wissen, Stadt
  - Elbergrund
  - Altenbrendebach
  - Appigseifen
  - Birmigshöfchen
  - Birnbaum
  - Bodenseifen
  - Dohm
  - Dorn
  - Karseifen
  - Loche
  - Neubrendebach
  - Neudorn
  - Neuhöfchen
  - Niederhombach
  - Oberhombach
  - Sonnenhof
  - Struth
  - Köttingerhöhe
  - Ende
  - Endehöhe
  - Endepfuhl
  - Glatteneichen
  - Hahn
  - Hausen
  - Kirchseifen
  - Köttingen
  - Nisterberg
  - Nisterstein
  - Nistertal
  - Paffrath
  - Weidacker
  - Schönstein
  - Frankenthal
  - Neukarweg
  - Wissen
  - Alserberg
  - Brückhöfe
  - Buchen
  - Ellingshagen
  - Galgenberg
  - Hagdorn
  - Hassenthal
  - Holpe
  - Holschbach
  - Hufe
  - Hufenhardt
  - Niederstenhof
  - Nisterbrück
  - Pirzenthal
  - Rödderstein
  - Stöcken
  - Streitholz
  - Wendlingen
  - Widderbach
  - Wisserhof